# Sappada
Sappada (cimbri Plodn, alemany Pladen, friülà Sapade) és una població de la regió geogràfica del Friül. Administrativament és un municipi italià de la província d'Udine i la regió del Friül - Venècia Júlia. És un dels municipis de la minoria alemanya dels cimbris. L'any 2007 tenia 1.333 habitants. Limita amb els municipis de Forni Avoltri (UD), Prato Carnico (UD), Santo Stefano di Cadore, Vigo di Cadore, Lesachtal i Untertilliach.

## Administració
| Període | Identitat             | Partit        |
| ------- | --------------------- | ------------- |
| 2004-   | Gianluca Piller Roner | Llista cívica |